# بنوا دبی
بنوا دبی (انگلیسی: Benoît Debie) یک فیلم‌بردار اهل بلژیک است. وی از سال ۱۹۹۲ میلادی تاکنون مشغول فعالیت بوده‌است.

## فیلم‌شناسی
- برگشت‌ناپذیر (۲۰۰۲)
- ورق باز (۲۰۰۴)
- The Ordeal (۲۰۰۴)
- Innocence (۲۰۰۴)
- Locked Out  (۲۰۰۶)
- Day Night Day Night (۲۰۰۶)
- جاشوا (۲۰۰۷)
- Vinyan (۲۰۰۸)
- ورود به خلأ (۲۰۰۹)
- حامل (۲۰۰۹)
- فراری‌ها (۲۰۱۰)
- بیگانه را بگیر (۲۰۱۲)
- تعطیلات بهاری (۲۰۱۲)
- Lost River (۲۰۱۴)
- عشق (۲۰۱۵)
- همه چیز درست می‌شود (۲۰۱۵)